# 519419 Guyewang
519419 Guyewang è un asteroide della fascia principale. Scoperto nel 2011, presenta un'orbita caratterizzata da un semiasse maggiore pari a 2,686189 UA e da un'eccentricità di 0,149189, inclinata di 8,669001° rispetto all'eclittica.